# 웹사이트 모네타이제이션
웹사이트 모네타이제이션(website monetization)은 특정 웹사이트로 전송되고 있는 기존 트래픽을 수익으로 전환하는 과정이다. 웹사이트에서 수익을 창출하는 가장 일반적인 방법은 클릭당 지불하는 ‘PPC(pay per click)’ 및 노출 당 비용이 소요되는 'CPI(cost per impression)’ 혹은 CPM(cost per thousand impressions)’ 광고를 구현하는 것이다. 다양한 광고 네트워크는 사이트가 경험하는 트래픽으로부터 이익을 얻기 위해 웹페이지에 광고를 게재하며 웹마스터를 수월하게 한다.
사이트에서 수익을 창출하려는 웹퍼블리셔가 고려해야 할 가장 중요한 두 가지 측정치는 ‘필 레이트(fill rate)’ 혹은 파트너 광고 네트워크에서 광고가 게재되는 인벤토리(inventory)의 비율 및 실질적인 1000회 노출 당 비용이 소요되는 eCPM인데, 이것은 고객에게 광고를 보여주는 퍼블리셔에게 지불된다.

## 클릭한 횟수 만큼 비용을 지불하는 광고
‘클릭 당 지불(Pay per click)’은 ‘클릭 당 비용(Cost per click)’으로도 불리며 검색 엔진 및 다양한 광고 네트워크에 의해 시행되는 마케팅 전략으로, 대게 키워드 또는 일반 주제에 타켓팅된 광고가 관련 웹사이트에 게재된다. 그런 다음 광고주는 광고에 발생한 모든 클릭에 대한 비용을 지불한다.

## 노출된 횟수 만큼 비용을 지불하는 광고
‘노출 당 비용(Cost per impression)’은 ‘1000 당 비용(Cost per mille)’으로도 불리며 다양한 광고 네트워크에 의해 시행되는 마케팅 전략으로, 대개 해당 사이트의 콘텐츠 부분에 타켓팅된 광고가 관련 웹사이트에 게재된다. 그런 다음 광고주는 사용자에게 표시된 모든 광고에 대한 비용을 지불한다.

## 배너 광고
배너 광고는 웹페이지에 그래픽 배너 광고를 게재하는 것으로 구성된다. 배너의 역할은 페이지에 들어오는 트래픽의 눈을 파악하여 독자가 광고를 클릭하도록 유도하는 것이다.  이러한 형태의 수익 창출은 제휴 프로그램 및 광고 네트워크에서 모두 구현된다. 배너는 원래 460X64 픽셀의 광고를 가리켰지만 현재는 인터넷에 게재되는 모든 크기를 나타내는 용어로 널리 사용된다.

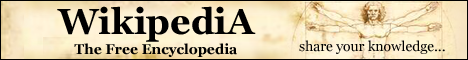
일반적인 웹 배너, 크기는 468x60 픽셀이다.

### 배너 광고 유형
배너 광고는 다양한 모양과 크기로 제공되며 픽셀 크기에 따라 크기가 조정된다.  일반적인 배너 크기는 다음과 같다.
- 리더 보드
- 배너
- 스카이스크래(Skyscraper)
- 탑 큐브(Top cube) , NTV(nex to video), 인스턴트 메시지(IM: instant message)는 300x250 형식으로 널리 사용됨
- 와이드 스카이스크래퍼(Wide Skyscraper)[5]

다양한 배너 광고 네트워크: BuySellAds.com, Blogads "MediaNet"

## 기부
웹 사이트는 방문객들에게 돈을 기부하도록 요청할 수도 있다. 미리 결정된 금액을 사용하거나 방문자가 자신의 기부 금액을 입력하게 하는 것이다.

## 같이 보기
- 제휴 마케팅
- 클릭당 지불
- 광고 네트워크 목록(영어판)
- 문자 광고(영어판)